# 東京多摩青果
東京多摩青果株式会社（とうきょうたませいか）は、東京都国立市に本社を置く青果卸売会社。

## 概要
東京都地方卸売市場国立市場の卸売会社であり、2022年にR&Cながの青果が誕生するまでは全国の地方卸売市場入場会社の中で売上高は最大であったほか、中央卸売市場を含めた全青果卸売会社でも全国有数。本社のほか東久留米市に北部支店をおき、また東京都中央卸売市場のひとつである多摩ニュータウン市場には子会社東京ニュータウン青果を設立している。全中青協（全国中央卸売市場青果卸売協会）会員会社。

## 沿革
- 戦時中、東京都内青果卸売会社は、物価統制令による東京都内一社の東京青果物統制株式会社に併合
- 1947年（昭和22年）5月 - 東京青果物統制株式会社は、独占禁止法により分割され、武蔵野市に本社、多摩地区一円に10支店を開場し、新会社として東京多摩青果株式会社が設立。
- 1963年（昭和38年）11月 - 中央支店（小金井市）にバナナ加工場を建設。
- 1965年（昭和40年）11月 - 本社を三鷹市に移転。三鷹支店、調布支店、荻窪支店を統合。
- 1969年（昭和44年）11月 - 北部支店を東久留米市に開場。小平支店、田無支店を統合。
- 1973年（昭和48年）1月 - 卸売市場法の規定に基づき、地方卸売市場の開設者および卸売業者として、東京都知事より許可を受ける。
  - 同年11月 - 南部支店を国立市に開場。立川支店、府中支店、中央支店を統合。
- 1983年（昭和58年）11月 - 子会社・東京ニュータウン青果株式会社を設立し、東京都中央卸売市場多摩ニュータウン市場に入場。
- 2006年（平成18年）3月 - 国立市場に新卸売棟兼事務所棟を新設。
  - 同年10月 - 国立市場の既存市場棟を低温荷捌場へと改修。
  - 同年11月 - 国立市場に本社を移転し、南部支店を本社、旧本社を三鷹支店と改名。
- 2007年（平成19年）4月 - 三鷹市場を閉場。
- 2013年（平成25年）9月 - 国立市に大手業者用物流センターを新設
  - 同年10月 - 東久留米市場に倉庫棟を新設
- 2015年（平成27年）3月 - 東久留米市場に倉庫棟を増設
- 2021年（令和3年）4月 - 野菜カット工場を新設
  - 同年6月 - バナナ加工場1階に低温倉庫を新設
- 2022年（令和4年）5月 - 創立75周年

## 関連会社
- 東京多摩青果運送株式会社
- 多摩商事株式会社
- 株式会社東西
- 東京ニュータウン青果株式会社
- 株式会社ジャパンフーズ
- 株式会社クリエート多摩